# Parochetus
Parochetus – rodzaj roślin z rodziny bobowatych. W zależności od ujęcia obejmuje jeden gatunek z dwoma podgatunkami lub dwa gatunki. P. africanus występuje na obszarach górskich w strefie równikowej środkowej i wschodniej Afryki, zaś P. communis w południowej i południowo-wschodniej Azji oraz jako introdukowany w Nowej Zelandii. Rośliny te rosną w górskich murawach oraz na skrajach lasów i zarośli w miejscach wilgotnych i nad strumieniami.
Rośliny z tego rodzaju bywają uprawiane jako ozdobne, zwłaszcza P. communis sadzony jest w ogrodach skalnych i w wiszących pojemnikach w krajach o łagodnym klimacie, poza tym w chłodnych szklarniach. Gatunek afrykański kwitnie przez cały rok, a azjatycki tylko latem, zaś jesienią i zimą jego pędy nadziemne żółkną i zamierają.

## Morfologia

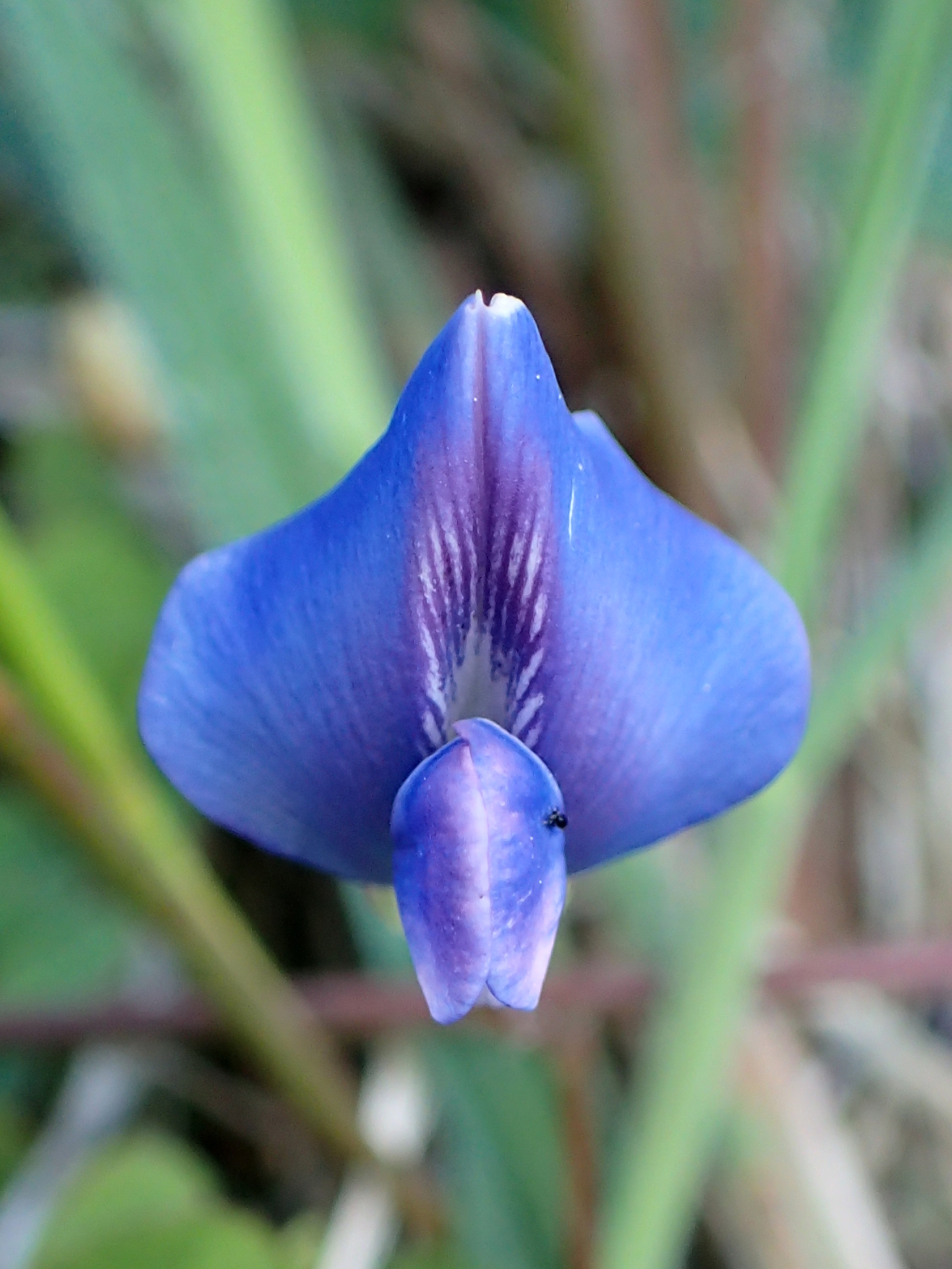
Kwiat P. communis

PokrójByliny płożące i podnoszące się, o pędach korzeniących się. P. communis tworzy bulwy osiągające 4 cm średnicy.
LiścieDłoniastozłożone z trzech listków z całobrzegimi przylistkami u nasady przylegającymi do ogonka liściowego. Listki odwrotnie sercowate, u nasady szeroko lub wąsko zbiegające, całobrzegie lub ząbkowane. Liście P. communis są sezonowe, mniejsze i jaśniejsze, niż u P. africanus.
KwiatyMotylkowe, wyrastają z kątów liści na długich szypułkach zebrane po 1–3. Szypułki są wzniesione w czasie kwitnienia i odgięte w dół w czasie owocowania. U ich nasady znajdują się przysadki. Działki kielicha w liczbie 5, takiej samej długości jak rurka korony. Dwie górne działki zrośnięte są ze sobą na znacznej długości. Płatki korony niebieskie. Żagielek szerokojajowaty. Łódeczka krótsza od skrzydełek. 10 pręcików, z których dziewięć zrośniętych jest nitkami tworząc rurkę, jeden pręcik zaś jest wolny.
OwoceRównowąskie do jajowatych strąki (węższe u P. africanus, szersze u P. communis), dłuższe od kielicha, zawierające liczne, niewielkie (u P. africanus) lub nieliczne i większe (u P. communis), nerkowate nasiona, barwy brązowej, zwykle kropkowane.

## Systematyka
Pozycja systematyczna
Jeden z rodzajów podrodziny bobowatych właściwych Faboideae w rzędzie bobowatych Fabaceae s.l. W obrębie podrodziny klasyfikowany do plemienia Trifolieae. W obrębie plemienia z powodu odrębności wyłączany jest do monotypowego podplemienia Parochetinae.
Wykaz gatunków
- Parochetus africanus Polhill
- Parochetus communis Buch.-Ham. ex D.Don

## Uprawa
Rośliny łatwe w uprawie. Rozmnażane z nasion, przez podział pędów i rozsadzanie bulw. Rosną dobrze w różnych podłożach, byle wilgotnych i przepuszczalnych. Najlepiej rosną w pełnym słońcu, wtedy kwitną obficie i mają zwarty pokrój, ale zwłaszcza P. africanus jest też cienioznośny.